# Vrbovce
Vrbovce so naselje v Občini Šentjernej.